# Rantau Panjang (Simpang Jernih)
Rantau Panjang is een bestuurslaag in het regentschap Aceh Timur van de provincie Atjeh, Indonesië. Rantau Panjang telt 631 inwoners (volkstelling 2010).